# Mega (prefijo)
Mega- (símbolo M) es un prefijo del Sistema Internacional de Unidades que indica un factor de 106, en otras palabras: un millón (1 000 000) de veces.
Este prefijo viene del griego μέγας, que significa 'grande'.
El prefijo se aplica en ocasiones de forma no convencional:
- Un megatón[b] equivale a 1 000 000 de toneladas. La tonelada métrica equivale a 1 000 000 de gramos, de modo que de hecho esta unidad equivale a un teragramo.
- En informática se usa el término «mega» para designar a un megabyte, que equivale a 1 000 000 bytes y que se confunde con un mebibyte,[2] que equivale a 1 048 576 (220) bytes,[1] sin embargo para estos existen otros prefijos, consulte la norma CEI dentro de prefijos binarios.

| 1000n    | 10n   | Prefijo     | Símbolo     | Escala corta    | Escala larga            | Equivalencia decimal en los prefijos del Sistema Internacional | Asignación |
| -------- | ----- | ----------- | ----------- | --------------- | ----------------------- | -------------------------------------------------------------- | ---------- |
| 100010   | 1030  | quetta-     | Q           | Nonillón        | Quintillón              | 1 000 000 000 000 000 000 000 000 000 000                      | 2022       |
| 10009    | 1027  | ronna-      | R           | Octillón        | Mil cuatrillones        | 1 000 000 000 000 000 000 000 000 000                          | 2022       |
| 10008    | 1024  | yotta-      | Y           | Septillón       | Cuatrillón              | 1 000 000 000 000 000 000 000 000                              | 1991       |
| 10007    | 1021  | zetta-      | Z           | Sextillón       | Mil trillones           | 1 000 000 000 000 000 000 000                                  | 1991       |
| 10006    | 1018  | exa-        | E           | Quintillón      | Trillón                 | 1 000 000 000 000 000 000                                      | 1975       |
| 10005    | 1015  | peta-       | P           | Cuatrillón      | Mil billones            | 1 000 000 000 000 000                                          | 1975       |
| 10004    | 1012  | tera-       | T           | Trillón         | Billón                  | 1 000 000 000 000                                              | 1960       |
| 10003    | 109   | giga-       | G           | Billón          | Mil millones / Millardo | 1 000 000 000                                                  | 1960       |
| 10002    | 106   | mega-       | M           | Millón          | Millón                  | 1 000 000                                                      | 1960       |
| 10001    | 103   | kilo-       | k           | Mil / millar    | Mil / millar            | 1 000                                                          | 1795       |
| 10002/3  | 102   | hecto-      | h           | Cien / centena  | Cien / centena          | 100                                                            | 1795       |
| 10001/3  | 101   | deca-       | da          | Diez / decena   | Diez / decena           | 10                                                             | 1795       |
| 10000    | 100   | Sin prefijo | Sin prefijo | Uno / unidad    | Uno / unidad            | 1                                                              |            |
| 1000−1/3 | 10−1  | deci-       | d           | Décimo          | Décimo                  | 0.1                                                            | 1795       |
| 1000−2/3 | 10−2  | centi-      | c           | Centésimo       | Centésimo               | 0.01                                                           | 1795       |
| 1000−1   | 10−3  | mili-       | m           | Milésimo        | Milésimo                | 0.001                                                          | 1795       |
| 1000−2   | 10−6  | micro-      | µ           | Millonésimo     | Millonésimo             | 0.000 001                                                      | 1960       |
| 1000−3   | 10−9  | nano-       | n           | Billonésimo     | Milmillonésimo          | 0.000 000 001                                                  | 1960       |
| 1000−4   | 10−12 | pico-       | p           | Trillonésimo    | Billonésimo             | 0.000 000 000 001                                              | 1960       |
| 1000−5   | 10−15 | femto-      | f           | Cuatrillonésimo | Milbillonésimo          | 0.000 000 000 000 001                                          | 1964       |
| 1000−6   | 10−18 | atto-       | a           | Quintillonésimo | Trillonésimo            | 0.000 000 000 000 000 001                                      | 1964       |
| 1000−7   | 10−21 | zepto-      | z           | Sextillonésimo  | Miltrillonésimo         | 0.000 000 000 000 000 000 001                                  | 1991       |
| 1000−8   | 10−24 | yocto-      | y           | Septillonésimo  | Cuatrillonésimo         | 0.000 000 000 000 000 000 000 001                              | 1991       |
| 1000−9   | 10−27 | ronto-      | r           | Octillonésimo   | Milcuatrillonésimo      | 0.000 000 000 000 000 000 000 000 001                          | 2022       |
| 1000−10  | 10−30 | quecto-     | q           | Nonillonésimo   | Quintillonésimo         | 0.000 000 000 000 000 000 000 000 000 001                      | 2022       |